# L'Âge de glace : Un Noël de mammouths
Pour plus de détails, voir Fiche technique et Distribution.
L'Âge de glace : Un Noël de mammouths ou L'Ère de glace : Un Noël préhistorique au Québec (Ice Age: A Mammoth Christmas) est un special de Noël d'animation pour la télévision américaine réalisé par Karen Disher, diffusé le 24 novembre 2011 sur Fox aux États-Unis et le 29 décembre 2012 sur TF1 en France.
Le film met en vedette les personnages de L'Âge de glace à l'époque de Noël.

## Synopsis
À l'approche de Noël, Sid casse le rocher de Noël que Many avait pendant son enfance. Celui-ci lui dit alors que le Père Noël va le mettre sur la liste des vilains et qu'il n'aura pas de cadeaux. Pêche, Eddie, Crash et Sid décident alors d'aller au Pôle Nord trouver le Père Noël. Ils rencontrent en chemin un renne nommé Fringant. Puis Ellie s'aperçoit qu'ils ont disparu. Elle part avec Diego et Many à leur recherche. Mais, quand Sid et les autres provoquent une avalanche, tout ce que le Père Noël avait fabriqué est détruit, mais Ellie et Many ont retrouvé Pêche. Pour rayer les noms de ses amis de la liste de vilains, et quand il s'aperçoit que Pêche est malheureuse parce qu'elle n'aura pas de Noël, Many décide de tout réparer. Tout le monde se met au travail. À la fin, Fringant et sa famille sont devenus les rennes du père Noël, la liste des vilains est supprimée et tout le monde passe un joyeux Noël, sauf Scrat, coincé sous le traineau, qui se prend des coups de sabots.

## Fiche technique
- Titre original : Ice Age: A Mammoth Christmas
- Titre français : L'Âge de glace : Un Noël de mammouths (télévisuel) / Le Noël givré de l'Âge de glace (DVD) / L'Âge de glace fête Noël (VOD)
- Titre québécois : L'Ère de glace : Un Noël préhistorique
- Réalisation : Karen Disher
- Scénario : Sam Harper et Mike Reiss
- Montage : Russell Eaton
- Musique : John Paesano
- Production : Lori Forte
- Sociétés de production : Blue Sky Studios et Reel FX Creative Studio
- Société de distribution : 20th Century Fox
- Pays d'origine :  États-Unis
- Langue originale : anglais
- Durée : 26 minutes
- Date de sortie : 
  - États-Unis : 24 novembre 2011
  - France : 29 décembre 2012

## Distribution
Sauf indication contraire, les informations mentionnées dans cette section peuvent être confirmées par la base de données cinématographiques IMDb,  présente dans la section « Liens externes ».

### Voix originales
- John Leguizamo : Sid
- Ray Romano : Many
- Denis Leary : Diego
- Queen Latifah : Ellie
- Seann William Scott : Crash
- Josh Peck : Eddie
- Ciara Bravo : Pêche
- Billy Gardell : Le Père Noël
- T. J. Miller : Fringant
- Judah Friedlander : Le petit paresseux
- Chris Wedge : Scrat

### Voix françaises
- Élie Semoun : Sid
- Gérard Lanvin : Many
- Axel Kiener[1] : Diego
- Armelle Gallaud : Ellie
- Christophe Dechavanne : Crash
- Alexis Tomassian : Eddie
- Clara Quilichini[2] : Pêche
- Gérard Rinaldi  : Le Père Noël
- Jérôme Pauwels : Fringant
- Guillaume Lebon : Le petit paresseux
- Michel Elias : Scrat

 Source et légende : version française (VF) sur RS Doublage

## Sortie DVD
L'Âge de glace : Un Noël de mammouths est sorti en DVD sous le titre de Le Noël givré de l'Âge de glace ou L'Âge de glace fête Noël en VOD.